# Belemniastis eucyane
Belemniastis eucyane är en fjärilsart som beskrevs av Felder. Belemniastis eucyane ingår i släktet Belemniastis och familjen björnspinnare. Inga underarter finns listade i Catalogue of Life.